# Beurizot
Beurizot település Franciaországban, Côte-d’Or megyében. Lakosainak száma 112 fő (2022. január 1.). Beurizot Vitteaux, Saint-Thibault, Soussey-sur-Brionne, Thorey-sous-Charny, Vesvres, Boussey és Gissey-le-Vieil községekkel határos.

## Népesség
A település népességének változása:
| Lakosok száma | 165  | 76   | 97   | 114  | 121  | 122  | 121  | 121  | 122  | 112  |
|               | 1968 | 1982 | 1990 | 2006 | 2013 | 2015 | 2017 | 2019 | 2020 | 2022 |